# هنسی (اکلاهما)
هنسی(به انگلیسی: Hennessey) شهری در ایالت اکلاهما کشور ایالات متحده آمریکا است که جمعیت آن در سرشماری سال ۲۰۱۰ میلادی، ۲٬۱۳۱ نفر بوده‌است.